# 纳韦

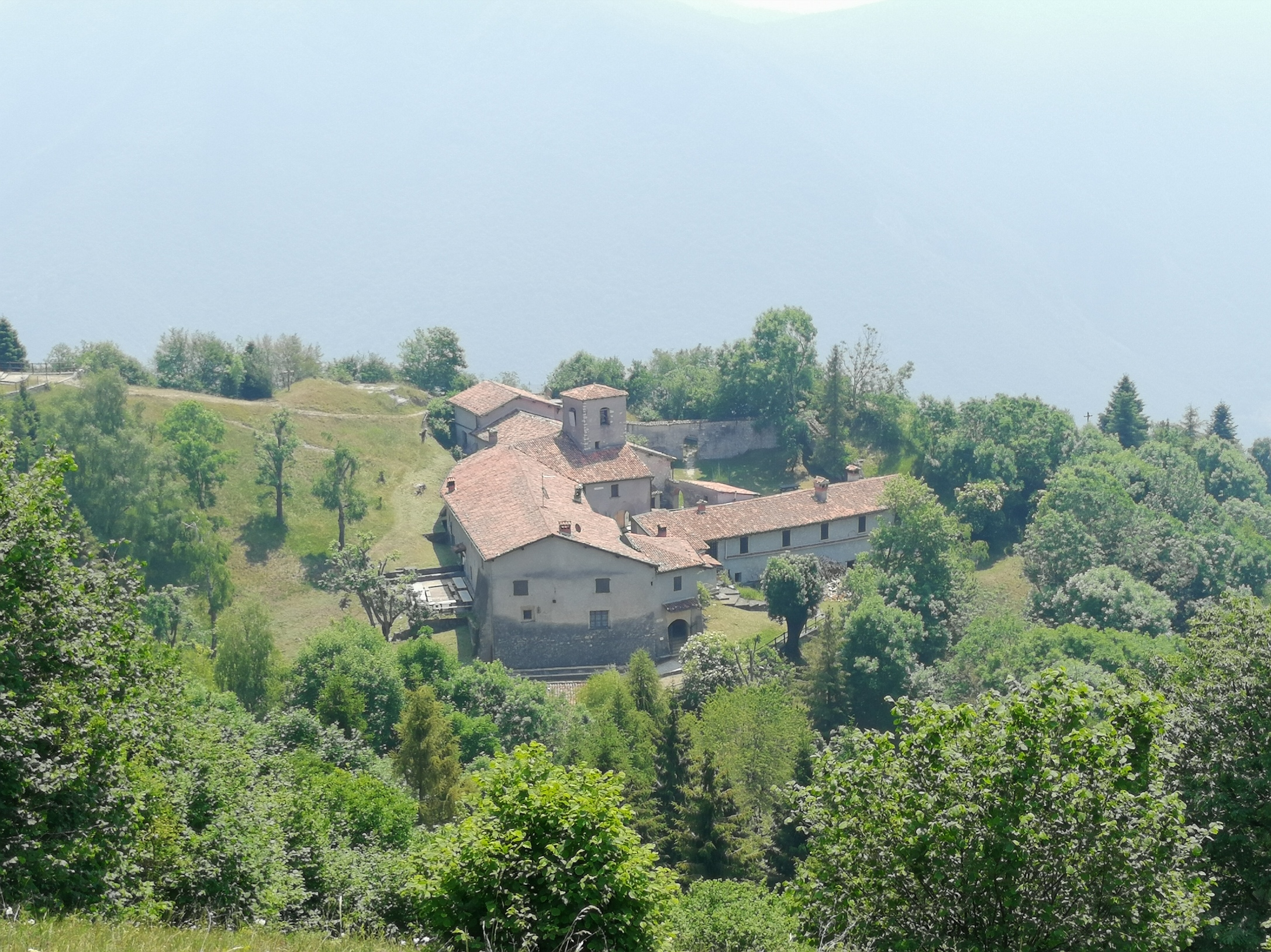
风景

纳韦（義大利語：Nave）是意大利伦巴第大区布雷西亞省的市镇。面积为27平方公里，人口数量为11,126人（2011年）。